# حجي جابر
حجي جابر، روائي وصحفي إرتري من مواليد عام 1976. صدر له حتى الآن أربع روايات منها رواية «سمراويت» الحائزة على جائزة الشارقة للإبداع العربي عام 2012 ورواية «رغوة سوداء» الفائزة بجائزة كتارا للرواية العربية في دورتها الخامسة عن فئة الروايات المنشورة عام 2019. تُرجمت بعض من أعماله إلى لغات عديدة مثل اللغة الإنجليزية، والإيطالية، والعبرية وغيرها.

## السيرة الذاتية
ولد حجي جابر في مدينة مصوع الساحلية في إريتريا عام 1976 ثم انتقل مع أسرته إلى جدة، السعودية بسبب القصف الإثيوبي لإريتريا وقتها. حصل على شهادة البكالوريوس في علوم اتصال وعمل صحفيا لعدد من الصحف السعودية ومراسلا لبعض الفضائيات الأوربية منها لقناة «دوبتشه فيلله» في السعودية. ويعمل حاليا صفحيا في قناة الجزيرة القطرية.
بدأت مسيرة جابر في الكتابة والأدب عندما عاد إلى وطنه «إريتريا» بعد أكثر من 30 عاما من الاغتراب، حيث أصبحت لديه حاجة ماسة للكتابة عندما وجد في الكتابة السبيل الوحيد للبوح والشكوى والإجابة عن تسؤلات تراوده حول هويته. وأصدر أول روايته الأولى «سمراويت» الصادرة عن المركز الثقافي العربي في عام 2012. كما حازت على جائزة الشارقة للإبداع العربي في العام نفسه. وبعدها بعام، أصدر روايته الثانية «مرسى فاطمة» وكانت تجربته الأولى التي يكتب فيها عن أماكن لم يعرفها من قبل حيث أنه في روايته الأولى كتب عن أماكن كان يعرفها أما في روايته هذه اختلف الأمر مما تطلب منه الكثير من البحث وجمع المعلومات والاستماع لشهادات كثيرة لمجندين وضحايا سابقين، كما أن عمله كصحفي ساعده في تمليكه لأدوات البحث والاستقصاء. وبالإضافة إلى هذا، إن أحداث الرواية كانت تدور حول موضوع الاتجار بالبشر وعصاباتها.
وفي عام 2015، أصدر روايته الثالثة «لعبة المغزل» والتي ترشحت ضمن القائمة الطويلة لجائزة الشيخ زايد للكتاب. وفي عام 2018، نشر جابر روايته الرابعة «رغوة سوداء» والتي نالت على جائزة كتارا للرواية العربية في دورتها الخامسة عن فئة الروايات المنشورة. وستصدر قريبا رواية حاجي الجديدة «رامبو الحبشي» عن دار منشورات تكوين، وهي رواية تتحدث عن حياة الشاعر الفرنسي آرتر رامبو في الحبشة. والتي يسعى فيها جابر لإعادة الاعتبار لأمرأة هررية رافقت رامبو في سنواته الأخير في الحبشة إلا أن الشاعر الفرنسي لم يذكر محبوبته ولا مرة في رسائله الكثيرة إلى أمه. تُرجمت بعض من أعمال جابر إلى لغات عديدة مثل الإنجليزية والايطالية والفارسية والعبرية.

## المؤلفات
- سمراويت، المركز الثقافي العربي، 2012
- مرسى فاطمة، المركز الثقافي العربي، 2013
- لعبة المغزل، المركز العربي الثقافي، 2015
- رغوة سوداء، دار التنوير، 2018
- رامبو الحبشي، دار منشورات تكوين (ستنشر في عام 2021)

## الجوائز والترشيحات
- حاز على جائزة الشارقة للإبداع العربي عن روايته «سمراويت» عام 2012.
- وصلت روايته «لعبة المغزل» إلى القائمة الطويلة لجائزة الشيخ زايد للكتاب عام 2016.
- فازت روايته «رغوة سوداء» بجائزة كتارا للرواية العربية في دورتها الخامسة عن فئة الروايات المنشورة عام 2019.